# سید علی‌اصغر دستغیب
سید علی‌اصغر دستغیب (زاده ۴ آذر ۱۳۲۴)، مجتهد و فقیه شیعه، تولیت آستان احمد ابن موسی (شاهچراغ) از ۱۴ اسفند ۱۳۹۲ تا ۶ تیر ۱۳۹۹ و از اعضای سابق مجلس خبرگان رهبری است. او از جمله کسانی است که سید روح‌الله خمینی در امور حسبیه و شرعیه به آن‌ها اجازه داد.

## زندگی‌نامه
دستغیب در ۴ آذر ۱۳۲۴ برابر با ۱۸ ذیحجه ۱۳۶۴ در شیراز متولد شد. او فرزند سید علی اکبر دستغیب و برادر سید علی‌محمد دستغیب، نماینده سابق مجلس خبرگان از استان فارس، است.

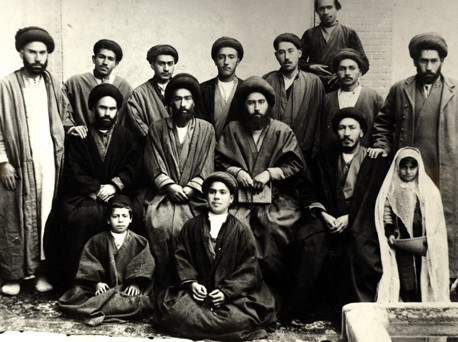
خاندان دستغیب

## تحصیل
علی‌اصغر دستغیب پس از پایان دوره ابتدائی در دبستان فرصت و دوره متوسطه در دبیرستان شاهپور شیراز و اخذ دیپلم، وارد حوزه علمیه شد. برای تحصیل دروس خارج راهی قم گردید و استادانی چون میرزا هاشم آملی و سیدمحمدرضاگلپایگانی داشت.

## مسئولیت‌ها
- عضویت در مجلس خبرگان رهبری در در ادوار یک، سه، چهار و پنج[۵] و همیشه به عنوان نماینده اول استان فارس از مجموع پنج نماینده[۶]
- تولیت آستان احمد بن موسی (شاه‌چراغ) و محمد بن موسی
- مسئول مدرسهٔ علمیهٔ رضویهٔ شیراز.
- ریاست هیئت امنای مجمع خیرین سلامت فارس[۷]

## حواشی
وی از ۱۴ اسفند ۱۳۹۲ طی حکمی از سوی سید علی خامنه‌ای، تولیت آستان احمد بن موسی (شاه‌چراغ) و محمد بن موسی در شیراز را بر عهده گرفت. علی اصغر دستغیب در اقدامی سند ملکی مسجد الرضا شیراز و مغازه‌های وابسته به مسجد را به نام خود کرد. همچنین دو طلبه در پی سؤال از عملکرد تولیت شاهچراغ، با شکایت دستغیب احضار شدند در پی توهین دستغیب به طلبه‌ای که احضار شده بود، آن طلبه اقدام به تنظیم شکایتی از تولیت حرم شاهچراغ کرد اما شکایتش ثبت نشد. علی اصغر دستغیب در ۶ تیر ۱۳۹۹ استعفا کرد و در مجامع عمومی و اجلاسیه خبرگان شرکت نداشت. پس از استعفای علی اصغر دستغیب، لطف‌الله دژکام با حکم سید علی خامنه ای به مدت یکسال سرپرستی آستان احمد ابن موسی را عهده‌دار شد. در شهریور ۱۴۰۰ ابراهیم کلانتری به عنوان تولیت شاهچراغ منصوب شد.

## آثار
- علائم البلوغ فی الذکر و الانثی.
- تنجیس المتنجس.
- وظیفة العامّی عند دوران التقلید بین المتساویَین.
- همه تسبیح تو گویند.
- نور معرفت
- الحکمة البالغه
- ولایت محوری رمز شکست فتنه.
- حیات ابدی.
- زلال کلام.
- خاطرات قبل از انقلاب.